# Grosser Ingent
Grosser Ingent är ett berg i Österrike.   Det ligger i distriktet Schwaz och förbundslandet Tyrolen, i den västra delen av landet, 400 km väster om huvudstaden Wien. Toppen på Grosser Ingent är 2 386 meter över havet.
Terrängen runt Grosser Ingent är bergig, och sluttar norrut. Runt Grosser Ingent är det ganska glesbefolkat, med 29 invånare per kvadratkilometer.. Närmaste större samhälle är Mayrhofen, 14,4 km norr om Grosser Ingent. 
Trakten runt Grosser Ingent består i huvudsak av gräsmarker.